# Темниковське міське поселення
Те́мниковське міське поселення (рос. Темниковское городское поселение) — муніципальне утворення у складі Темниковського району Мордовії, Росія. Адміністративний центр та єдиний населений пункт — місто Темников.

## Населення
Населення — 5979 осіб (2019, 7243 у 2010, 8375 у 2002).